# LANCE OF THRILL
LANCE OF THRILL（ランス・オブ・スリル）は、日本のヘヴィメタルバンド。

## メンバー
- 土橋宗一郎（ボーカル） - 山梨県出身、1968年7月28日 -
- 横関敦（ギター） - 東京都出身、1962年9月27日 -
- 戸城憲夫（ベース） - 埼玉県出身、1960年7月5日 -
- 新美俊宏（ドラム） - 愛知県出身、1956年6月27日 - 2023年5月27日[1]

## 来歴
- 1992年 - 新人ボーカリストの土橋宗一郎、ソロとして活動していた横関敦、ZIGGYの戸城憲夫、元BOWWOWの新美俊宏の4人で結成。
- 1993年 - 楽曲制作を開始。
- 1994年 - 徳間ジャパンコミュニケーションズからアルバム『THRILL SHOW』リリース及びツアーを敢行。
- 1995年 - 日本コロムビアに移籍、2枚目のアルバム『POISON WHISKEY』をリリース。
- 1996年 - 土橋脱退により解散。その後、残ったメンバーは板谷祐と共に、THE SLUT BANKSを結成[2][3]。

## ディスコグラフィ

### アルバム
1. THRILL SHOW（1994年6月25日）
2. POISON WHISKEY（1995年7月1日）

### ビデオ
1. LIVE GIII（1994年9月25日）